# Jing Ruixue
Jing Ruixue (chiń. 景瑞雪; pinyin Jǐng Ruìxuě; ur. 4 lipca 1988 w Xi’an) – chińska zapaśniczka, wicemistrzyni olimpijska, dwukrotna mistrzyni świata.
Zdobyła srebrny medal igrzysk olimpijskich w Londynie w kategorii 63 kg.
Sukcesy odnosiła również w kategorii do 67 kg, zdobywając dwukrotnie mistrzostwo świata (2006, 2007). Złoty medal mistrzostw Azji w 2005, brązowy 2013.
Pierwsza w Pucharze Świata w 2006 i 2007; druga w 2012; trzecia w 2004 i 2011 roku.